# Сан-Джакомо-делле-Сеньяте
Сан-Джакомо-делле-Сеньяте (итал. San Giacomo delle Segnate) — коммуна в Италии, располагается в регионе Ломбардия, подчиняется административному центру Мантуя.
Население составляет 1702 человека, плотность населения составляет 106 чел./км². Занимает площадь 16 км². Почтовый индекс — 46020. Телефонный код — 0376.
Покровителем коммуны почитается святой апостол Иаков Старший, празднование 25 июля.